# Slag bij Funkstown

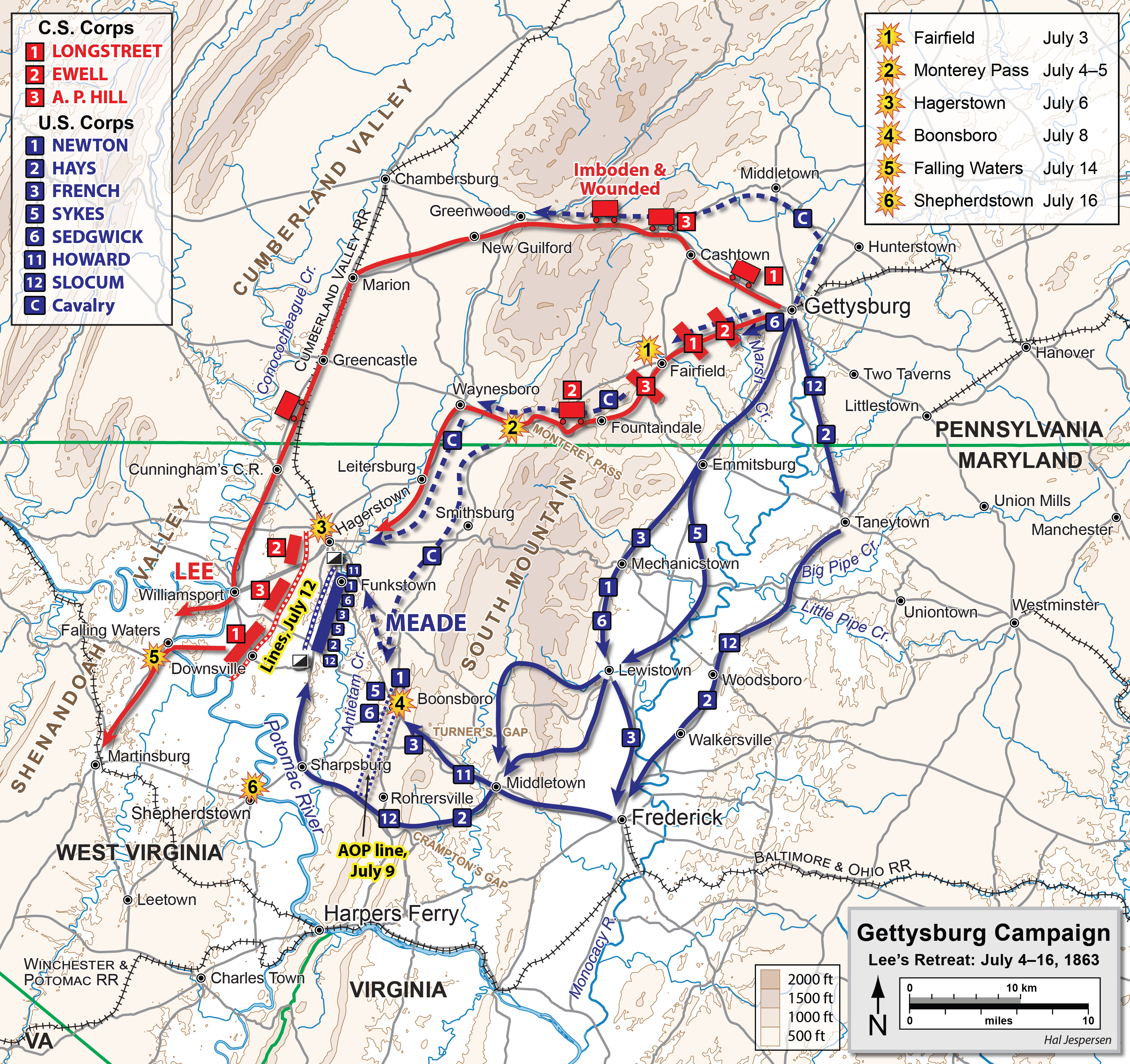
Gettysburg-veldtocht (bewegingen van 5 tot 14 juli)

De Slag bij Funkstown vond plaats op 10 juli 1863 bij Funkstown, Maryland tijdens de Amerikaanse Burgeroorlog. De Noordelijken vielen de achterhoede aan van het terugtrekkende Zuidelijke leger vanuit Pennsylvania na de Slag bij Gettysburg.
Lee had sterke Zuidelijke eenheden rond Funkstown gelegerd om een Noordelijke opmars naar zijn stellingen rond Williamsport, Maryland te vertragen. Generaal-majoor J.E.B. Stuarts cavalerie die rond Funkstown gelegerd was, bedreigde de Noordelijke rechterflank en achterhoede indien ze zouden oprukken vanuit Boonsboro. Zo kreeg Lee meer tijd om zijn terugtocht uit te voeren.
De Noordelijke brigadegeneraal John Buford naderde in de vroege ochtend van 10 juli 1863 de defensieve stellingen van Stuart bij Funkstown. Deze stellingen waren 4,5 km lang en vormden een halve maan. Hoger terrein vormde Stuarts rechterflank die verdedigd werd door de artillerie van Preston Chew. Een nabijgelegen stenen schuur en muur vormde de ideale bescherming voor de 34th Virginia Cavalry.
Om 08.00u viel de brigade van kolonel Thomas C. Devin de Zuidelijke stellingen aan. In de loop van de namiddag hadden de Noordelijken nog altijd geen terreinwinst geboekt. Bovendien raakte hun munitie op. Op dit moment werden ze versterkt door de First Vermont Brigade onder leiding van kolonel Lewis A. Grant. Grant viel onmiddellijk het vijandelijke centrum aan. In het centrum stonden de soldaten van generaal George T. Anderson opgesteld. Dit was het eerste infanteriegevecht sinds de Slag bij Gettysburg.
In de vroege avond trokken de Noordelijken zich terug naar Beaver Creek waar het Noordelijke I Corps, VI Corps en XI Corps gelegerd waren. Stuart had met succes de vijandelijke aanval afgeslagen. Lee had een extra dag gekregen. Er vielen aan beide zijden 479 slachtoffers.